# Antees de Lindos
Antees de Lindos (grec antic: Ἀνθέας, Antheas) fou un poeta de l'antiga Grècia nascut a Lindos, a l'illa de Rodes, que va viure al segle vi aC. Fou un dels primers compositors de cançons fàl·liques, els intèrprets de les quals eren anomenats fal·lòfors. També es diu que fou un poeta còmic, però això és improbable.